# Гетерогонія
Гетерогонія (від грец. heteros — інший та goe — походження) — в біології одна з форм вторинного чергування поколінь, за якої відбувається зміна статевих поколінь, що відрізняються одне від одного. Гетерогонія відрізняється від метагенезу, за якого статеве покоління чергується з нестатевим.
Гетерогонія — видове пристосування для відтворення потомства за різних умов розвитку. За паразитизміу гетерогонія дає можливість використати переваги існування всередині тіла хазяїна та забезпечує максимальне збільшення кількості народжуваних особин, тим самим сприяючи більшому поширенню даного виду.

## Види гетерогонії
Розрізняють чергування:
1) роздільностатевого покоління з гермафродитним (наприклад, у круглого черва рабдітіса (Rhabdonema nigrovenosum);
2) роздільностатевих поколінь, які розвиваються з запліднених яєць, з поколіннями, які розвиваються з яєць, що не потребують запліднення — партеногенетично (наприклад, у деяких попелиць);
3) статевих поколінь, які відрізняються за будовою (наприклад, деякі метелики).
Найпростішим випадком гетерогонії є розмноження тварини, за якого не відбувається чергування двох різних поколінь, але одна і та сама тварина спочатку відкладає протягом певного періоду яйця без участі самців, а згодом запліднені яйця.

## Приклади

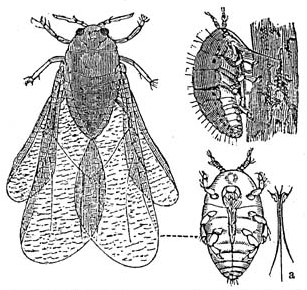
Різні покоління філоксери.

Гетерогонія зустрічається серед різноманітних тварин: у плоских та круглих червів, комах та ракоподібних.
Прикладом чергування гермафродитних поколінь з роздільностатевими є круглий черв рабдітіс (Rhabdonema nigrovenosum). Гермафродитне покоління цієї тварини паразитує в легенях жаби. Молоді черви, які розвиваються з яєць, переходять до кишечнику жаби та разом з неперетравленими рештками потрапляють у вологу землю. Тут вони швидко розвиваються у самців і самок, які є роздільностатевим поколінням. З запліднених яєць після зараження жаби розвивається гермафродитне покоління.
Другий вид гетерогонії поширений серед комах. Філоксера (Phyloxera). Спочатку з'являється ряд безкрилих поколінь, які розмножуються партеногенетично, потім у жарку пору року з'являються крилаті, теж партеногенетичні покоління, які відкладають яйця, з яких розвиваються самці та самки. Після запліднення самки відкладають одне велике яйце, що зимує та дає початок новому ряду партеногенетичних поколінь.
Класичним прикладом даного розмноження є попелиці (Aphidae). Протягом літа у них розвиваються ряд безкрилих або крилатих поколінь, які без участі запліднення народжують живих малят. Восени на світ з'являється роздільностатеве покоління, відбувається запліднення та відкладаються зимувальні яйця. За сприятливих умов, наприклад, в теплицях, партеногенетичне розмноження попелиць може продовжуватися декілька років поспіль, не змінюючись розмноженням за участі обох статей.
Гетерогонія у найпростішому вигляді спостерігається у коловерток (Rotatoria) та дафнід. Незапліднені яйця, так звані літні, відкладаються у теплу пору року та мають ніжну оболонку; запліднені відкладаються восени за настання несприятливих зовнішніх умов, вкриті товстою оболонкою та називаються зимовими. Нерідко перші та другі проявляють різкі відмінності у своєму розвитку.